# Paraphylax micans
Paraphylax micans är en stekelart som först beskrevs av Tosquinet 1896.  Paraphylax micans ingår i släktet Paraphylax och familjen brokparasitsteklar. Inga underarter finns listade i Catalogue of Life.